# Villarreal de Huerva
Villarreal de Huerva là một đô thị ở tỉnh Zaragoza, Aragon, Tây Ban Nha. Theo điều tra dân số 2004 của Viện thống kê Tây Ban Nha (INE), đô thị này có dân số là 193 người. Diện tích đô thị này là 27 ki-lô-mét vuông.Đô thị này nằm ở độ cao 867 m trên mực nước biển.